# Oxyagrion impunctatum
Oxyagrion impunctatum là một loài chuồn chuồn kim trong họ Coenagrionidae.
Loài này được xếp vào nhóm Loài ít quan tâm trong sách Đỏ của IUCN năm 2007.
Oxyagrion impunctatum được Calvert miêu tả khoa học năm 1909.